# Biellese Football Club 1997-1998
Questa voce raccoglie le informazioni riguardanti la Biellese Football Club nelle competizioni ufficiali della stagione 1997-1998.

## Rosa
| N. |                   | Ruolo | Calciatore            |
| -- | ----------------- | ----- | --------------------- |
|    | Italia (bandiera) |       | Brigato               |
|    | Italia (bandiera) | C     | Marco Calandra        |
|    | Italia (bandiera) | C     | Ivan Campese          |
|    | Italia (bandiera) | D     | Paolo Chiavaroli      |
|    | Italia (bandiera) | A     | Alessandro Comi       |
|    | Italia (bandiera) | C     | Roberto Cretaz        |
|    | Italia (bandiera) | C     | Ivan Ferretti         |
|    | Italia (bandiera) | C     | Michele Garagnani     |
|    | Italia (bandiera) | P     | Massimo Gazzoli       |
|    | Italia (bandiera) | P     | Filippo Gerardi       |
|    | Italia (bandiera) | A     | Corrado Giannini      |
|    | Italia (bandiera) | C     | Claudio Greco         |
|    | Italia (bandiera) | A     | Massimiliano Guidetti |
|    | Italia (bandiera) | D     | Luca Laganà           |

| N. |                   | Ruolo | Calciatore                   |
| -- | ----------------- | ----- | ---------------------------- |
|    | Italia (bandiera) | D     | Davide Lampugnani            |
|    | Italia (bandiera) | D     | Francesco Lanza              |
|    | Italia (bandiera) | C     | Davide Mandelli              |
|    | Italia (bandiera) | D     | Oliviero Serafino Mascheroni |
|    | Italia (bandiera) | D     | Lorenzo Mazzia               |
|    | Italia (bandiera) |       | Neiretti                     |
|    | Italia (bandiera) | D     | Ferdinando Passariello       |
|    | Italia (bandiera) |       | Piazza                       |
|    | Italia (bandiera) | C     | Enrico Rossi                 |
|    | Italia (bandiera) |       | Santagostino                 |
|    | Italia (bandiera) | A     | Emanuele Terraneo            |
|    | Italia (bandiera) | D     | Francesco Vallone            |
|    | Italia (bandiera) |       | Villarboito                  |